# مارپیچ آهن
مارپیچ آهن (به انگلیسی: Iron Maze) فیلمی محصول سال ۱۹۹۱ و به کارگردانی امی هیروآکی یوشیدا است. در این فیلم بازیگرانی همچون جفری‌دیوید فاهی، بریجیت فوندا، هیروآکی موراکامی، جی.تی. والش و گابریل دیمون ایفای نقش کرده‌اند.